# 野部剛
野部 剛（のべ たけし、1971年 - ）は日本の経営者。ソフトブレーン・サービス株式会社・代表取締役社長。

## 経歴
1996年に早稲田大学第一文学部英文学専修を卒業。大学卒業後は野村證券株式会社へ入社。以後本店に勤務し、リテール営業を行う。2000年には株式会社エイチ・ティ・シーへ入社し国内投資部課長となる。ベンチャーキャピタリストとして2000年に成毛眞の設立したコンサルティング会社・株式会社インスパイア入社。ディレクターを務める。大手企業から成長ベンチャーまで事業価値創造や成長支援などを行う。その後の2005年5月にソフトブレーン・サービス株式会社へ入社。2010年7月執行役員を経て代表取締役社長に就任するほか、一般財団法人プロセスマネジメント財団の代表理事に就任する。

## 著作
- 90日間でトップセールスマンになれる最強の営業術（2009年2月、東洋経済新報社、ISBN 4492556346）
- 成果にこだわる営業マネージャーは「目標」から逆算する!（2012年6月、同文舘出版、ISBN 4495598414）
- これだけ! Hou Ren Sou(報連相)（2013年5月、すばる舎、ISBN 479910246X）
- 営業は準備力: トップセールスマンが大切にしている営業の基本（2014年11月、東洋経済新報社、ISBN 4492557474）
- 営業のプロが新人のために書いた はじめての「営業」1年生（2016年5月、アスカビジネス、ISBN 4756918379）